# Kia Motors
 "Kia" omdirigeres hertil. For andre betydninger af Kia, se KIA.
Kia Motors (koreansk: 기아자동차) KRX: 000270

er en sydkoreansk bilproducent og bilmærke. Virksomheden har hovedsæde i Seoul og er delvist ejet af konglomeratet Hyundai Motor Group gennem forskellige aktiebesiddelser og er dermed i familie med Hyundai Motor, som ved udgangen af 2011 ejede 33,99 % af Kia Motors.

## Historie
Oprindeligt var bilproduktionen baseret på Mazda-dele, mens dagens modeller er egne konstruktioner.

## Modeller
- Mikrobiler
- Kia Picanto MK1
(2003-2007)
- Kia Picanto MK1 Facelift
(2007−2011)
- Kia Picanto MK2
(2011−)

- Minibiler
- Kia Pride
(1986-2000)
- Kia Rio DC
(2000−2005)
- Kia Rio DE
(2005-2011)
- Kia Rio UB
(2011-)

- Små mellemklassebiler
- Kia Sephia
(1993−2000)
- Kia Shuma
(1997-2004)
- Kia Cerato
(2004−2008)
- Kia Cee'd MK1 5 dørs
(2006-2009)
- Kia Cee'd MK1 5 dørs faceliftet
(2009-2012)
- Kia Pro_Cee'd
(2006-2009)
- Kia cee'd MK2 5-dørs
(2012-)

- Store mellemklassebiler
- Kia Clarus
(1996-2001)
- Kia Magentis MK1
(2001-2006)
- Kia Magentis MK2
(2005-2010)
- Kia Optima
(2010-)

- Øvre mellemklassebiler
- Kia Opirus
(2003-2010)

- MPV'er
- Kia Carens MK1
(1999-2002)
- Kia Carens MK2
(2002-2006)
- Kia Carens MK3
(2006-2013)
- Kia Carens MK4
(2013-)
- Kia Carnival MK1
(1999-2006)
- Kia Carnival MK2
(2006-2011)
- Kia Soul
(2008-)
- Kia Venga
(2010-)

- SUV'er
- Kia Retona
(1997-2001)
- Kia Sportage MK1
(1994-2002)
- Kia Sportage MK2
(2004-2008)
- Kia Sportage MK2 Facelift
(2008-2010)
- Kia Sportage MK3
(2010-)
- Kia Sorento MK1
(2002-2009)
- Kia Sorento MK2
(2009-)

- Erhvervskøretøjer
- Kia Pregio
(1996-2003)
- Kia Pregio
(2003-)
- Kia K-serie
(1997-2004)